# Симеон Подбалкански
Симеон Подбалкански е учител от епохата на българското Възраждане.
От 3 април 1878 г. до 26 юни 1880 г. е председател на Врачанския окръжен съд. Като такъв „по право“ е депутат от Враца в Учредителното събрание в Търново през 1879 г.[източник? (Поискан днес)]